# Ланксесс-Арена
«Ланксесс-Арена» (нем. Lanxess Arena) — арена в Кёльне, Германия, названная по имени главного спонсора, химической компании Lanxess и спроектированная архитектором Петером Бёмом. Арена была открыта в 1998 году и может вмещать до 20 000 человек. На концертах арена вмещает 20 000 человек, на гандбольных матчах — 19 400 человек, на матчах хоккея с шайбой — 18 700 человек.

## Описание

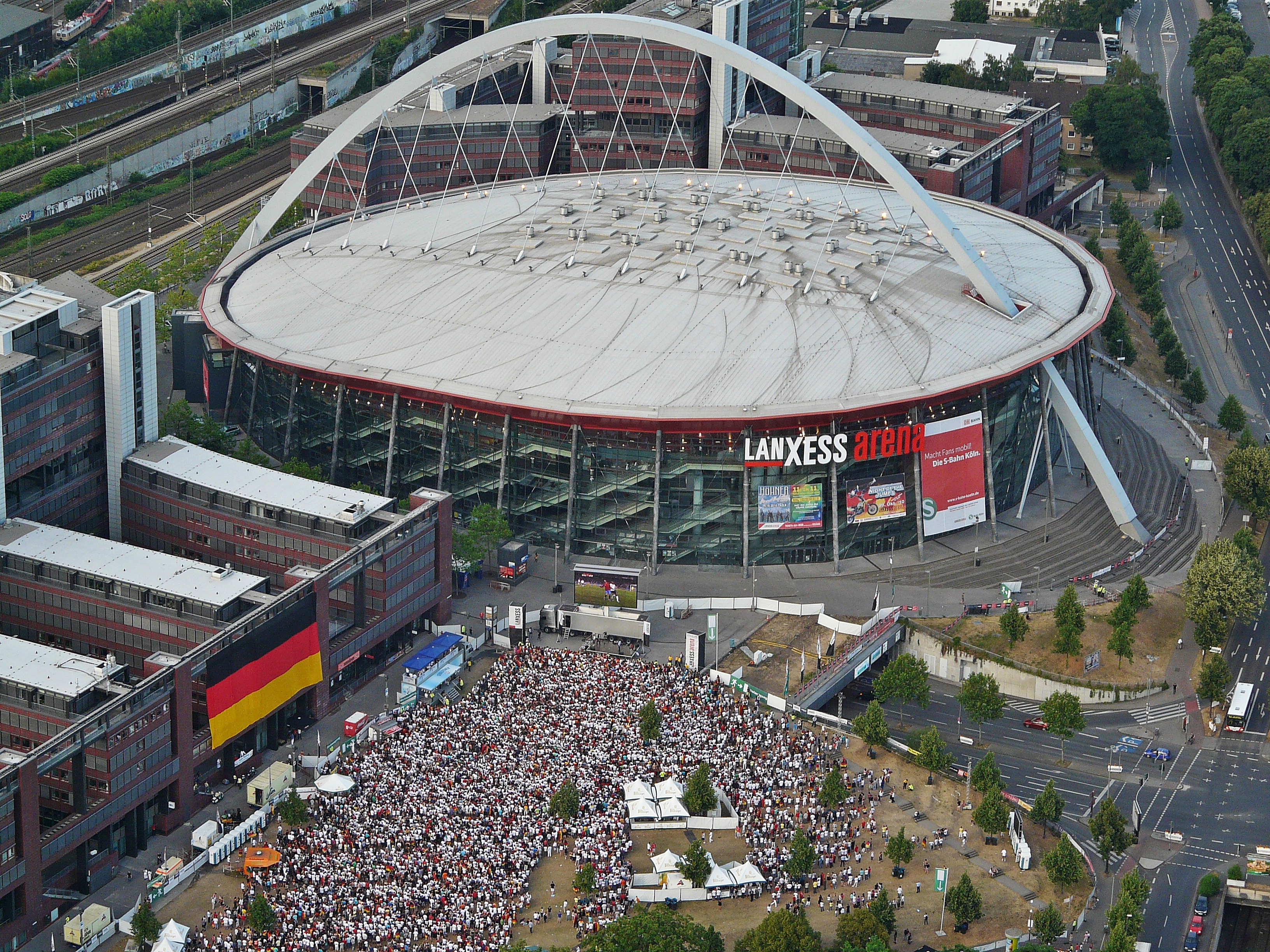
Внешний вид арены

В 2008 году арена переименована, до этого она называлась «Кёльн-Арена».
«Ланксесс-Арена» — это многофункциональный спортивный комплекс, в котором проводятся не только хоккейные, но и другие спортивные состязания. Именно в Кёльне в 2007 году сборная Германии выиграла финал чемпионата мира по гандболу. Здесь же на ринге украинский боксер-супертяжеловес Владимир Кличко праздновал победы над немцем Акселем Шульцем и американцем Леймоном Брюстером. Стадион принимал чемпионаты мира по хоккею 2001, 2010 и 2017 годов, на втором из которых сборная Германии заняла четвёртое место (лучший результат с момента воссоединения страны). 
«Ланксесс-Арена» — домашний стадион хоккейного клуба «Кёльнер Хайе». Ранее на арене выступал гандбольный клуб «Гуммерсбах» (нем. VfL Gummersbach), а также баскетбольные команды из Кёльна. На этой арене проходят также и киберспортивные соревнования в дисциплине Counter-Strike: Global Offensive.
При проведении мужского Чемпионата мира по гандболу в 2007 году, на «Ланксесс-Арене» проходили матчи групповой стадии, два четверть финальных матча, полуфинальная игра, матч за третье место, а также финальный поединок.
В время чемпионата мира по хоккею 2017 года, помимо 22 матчей групповой стадии, принял два четвертьфинальных матча, полуфиналы, матч за третье место и финал.
Помимо спортивных состязаний стадион используется и для массовых мероприятий культурно-развлекательного характера. Для каждого события арену "трансформируют" в нужную конфигурацию, что варьирует её вместимость.
Конструкция «Ланксесс-Арены» уникальна, ведь она включает в себя сквозной тоннель Опладенер штрассе. Дизайн фасада узнаваемый, он имеет высокую арку, выполняемую не только декоративную функцию. Дугообразная арка проходит через южную часть фасада, выполняя роль подвесного каркаса, поддерживающего крышу арены.

## Спортивные соревнования

### Хоккей
- Чемпионат мира по хоккею с шайбой 2001
- Чемпионат мира по хоккею с шайбой 2010
- Чемпионат мира по хоккею с шайбой 2017

### Гандбол
- Чемпионат мира по гандболу среди мужчин 2007 (включая финал)
- Чемпионат мира по гандболу среди мужчин 2019
- Регулярно проходят матчи Финала четырёх мужской Лиги чемпионов ЕГФ

### Баскетбол
- Чемпионат Европы по баскетболу 2022

### Counter-Strike: Global Offensive (Counter-Strike 2)
- ESL One Cologne 2014 — 2019
- IEM Cologne 2022 — 2024

## Иллюстрации

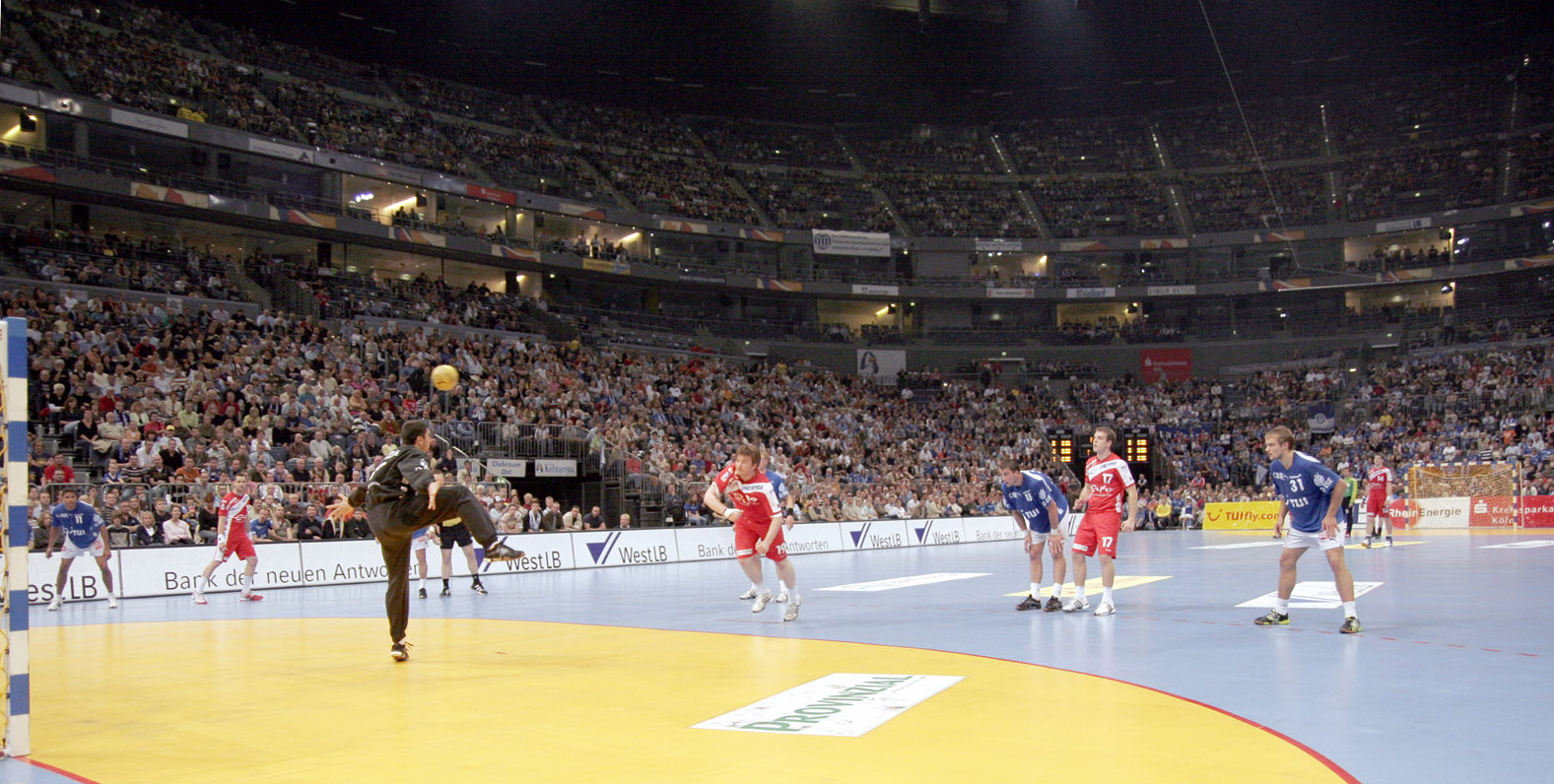
12 мая 2007 года. Гандбольный матч «Гуммельсбах» — «Нордхорн».
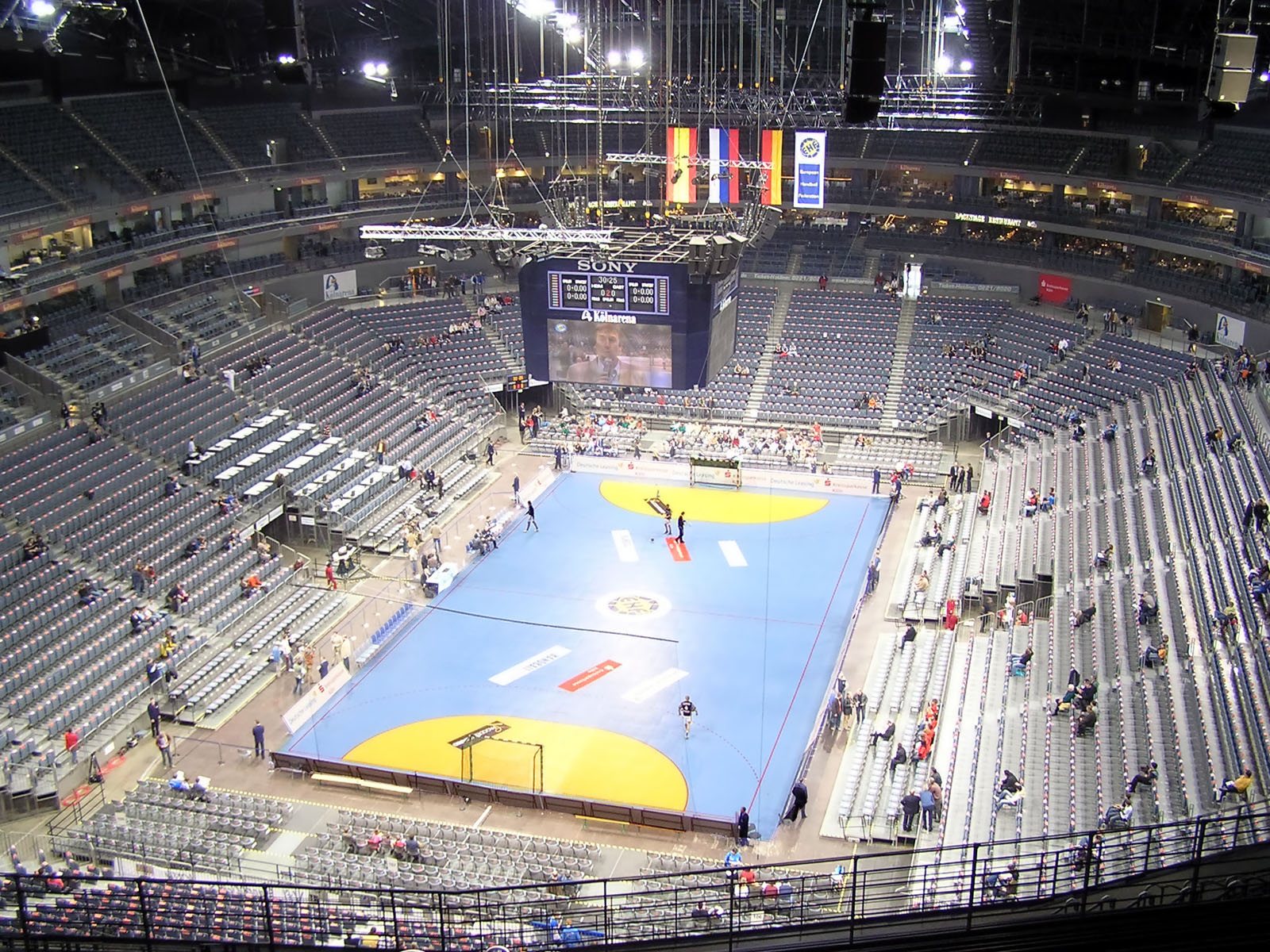
Внутри арены